# José Luis Arrizabalaga Aguirrebengoa
José Luis Arrizabalaga Aguirrebengoa, també conegut com Arri (Zegama, 27 de febrer de 1963) és un director artístic, dissenyador de producció, decorador i productor de cinema basc.
Va estudiar belles arts a Bilbao. Allí va conèixer Arturo García «Biaffra», amb qui va obrir una galeria d'art on organitzaven activitats culturals diverses. Va debutar en el cinema com a assistent de l'equip de decoració al curt Mama de Pablo Berger el 1988, i va col·laborar el 1991 a Todo por la pasta i Alas de mariposa. El 1992 debutà com a director artístic a Acción mutante, amb la qual fou nominat al Goya a la millor direcció artística. Després va col·laborar bàsicament amb la Cuadrilla i amb el director basc Álex de la Iglesia, el que li va valdre el Goya a la millor direcció artística el 1995 per El día de la bestia, compartit amb Biaffra, i el Premi a la Millor Direcció Artística en els Premis al Cinema Basc (1998) d' "El Mundo del País Vasco" per Perdita Durango. També s'encarregà del disseny de producció de Pagafantas (2009) i Las brujas de Zugarramurdi (2013), amb la que va rebre el Premi Fénix al Disseny d'Art 2014 i novament el Goya a la millor direcció artística.

## Filmografia
(com a director artístic)
- Acción mutante, d'Álex de la Iglesia (1992)
- Justino, un asesino de la tercera edad, de La Cuadrilla (1994)
- Txarriboda, de Manuel Lorenzo (1994)
- El día de la bestia, d'Álex de la Iglesia (1995)
- Matías, juez de línea, de La Cuadrilla (1995)
- La fabulosa historia de Diego Marín, de Fidel Cordero (1996)
- Torrente, el brazo tonto de la ley, de Santiago Segura (1997)
- Perdita Durango, d'Àlex de la Iglesia (1997)
- Muertos de risa, d'Àlex de la Iglesia (1998)
- Atilano, presidente, de La Cuadrilla (1998)
- La comunidad, d'Àlex de la Iglesia (2000)
- Torrente 2: Mission in Marbella de Santiago Segura (2001)
- 800 balas, d'Àlex de la Iglesia (2002)
- Crimen ferpecto d'Àlex de la Iglesia (2004)
- Los cronocrímenes de Nacho Vigalondo (2007)
- Las brujas de Zugarramurdi, d'Àlex de la Iglesia (2013)
- Perfectos desconocidos, d'Àlex de la Iglesia (2017)